# Jakob Friedrich Kleinknecht
Jakob Friedrich Kleinknecht (ochrzczony 8 kwietnia 1722 w Ulm, zm. 14 sierpnia 1794 w Ansbach) – niemiecki kompozytor, flecista i skrzypek.

## Życiorys
Brat Johanna Wolfganga. Brak wiadomości na temat jego dzieciństwa i młodości. W 1743 roku dołączył do brata jako flecista w kapeli książęcej na dworze w Bayreuth, od 1747 roku występował natomiast w tym zespole jako skrzypek. W 1748 roku otrzymał posadę wicekapelmistrza, rok później nadwornego kompozytora, zaś w 1761 roku kapelmistrza. W 1769 roku przeniósł się z Bayreuth do Ansbach.
Skomponował m.in. symfonię koncertującą na 2 flety, 2 oboje, smyczki i klawesyn obbligato, koncert skrzypcowy, koncert na 2 flety i orkiestrę, 6 sonat da camera na flet i klawesyn lub wiolonczelę, liczne sonaty na instrument klawiszowy.